# Heterospilus pronotalis
Heterospilus pronotalis är en stekelart som beskrevs av Belokobylskij, Iqbal och Austin 2004. Heterospilus pronotalis ingår i släktet Heterospilus och familjen bracksteklar. Inga underarter finns listade i Catalogue of Life.